# 벤 섕크먼
벤 솅크먼(Ben Shenkman, 1968년 9월 26일 ~ )은 미국의 배우이다.

## 출연 작품
- 우리가 사랑한 시간 (2013)
- 커피 한잔이 섹스에 미치는 영향 (2013)
- 키 맨 (2011)
- 블루 발렌타인 (2010)
- 솔리터리 맨 (2009)
- 브리프 인터뷰 위드 히디어스 멘 (2009)
- 브랙패스트 위드 스콧 (2007)
- 덴 쉬 파운드 미 (2007)
- 아메리카니즈 (2006)
- 비밀과 거짓말의 차이 (2005)
- 저스트 라이크 헤븐 (2005)
- 퍼스널 벨로시티 (2002)
- 로저 닷저 (2002)
- 목격자 (2002)
- 테이블 원 (2000)
- 레퀴엠 (2000)
- 예수의 아들 (1999, Jesus' Son)
- 빅 샷 (1999, Thick as Thieves)
- 파이 (1998)
- 비상 계엄 (1998)
- 이레이저 (1996)
- 퀴즈 쇼 (1994)

### 텔레비전
- 로앤오더: 범죄 전담반 (1999-2009)
- 에드 (2001, 2003)
- Angels in America (2003)
- Love Monkey (2006)
- 번 노티스 (2009)
- The Paul Reiser Show (2011)
- Lights Out (2011)
- 로열 페인스 (2012-16)